# پولا (شهر)
پولا (به لاتین: Bhola) یک منطقهٔ مسکونی در بنگلادش است که در ناحیه پولا واقع شده‌است. پولا ۳۱٫۹ کیلومتر مربع مساحت دارد.